# Trevor Blokdyk
John Trevor Blokdyk, född 30 november 1935 i Krugersdorp i Transvaal, död 19 mars 1995 i Hekpoort i Gauteng, var en sydafrikansk racerförare.

## Racingkarriär
Blokdyk blev sydafrikansk mästare i speedway. I slutet av 1950-talet flyttade han till England där han började tävla i racing som han sedan fortsatte med hemma i Sydafrika.
Han tävlade utanför formel 1-VM i lokala grand prix-lopp 1961-1964. Han kom som bäst åtta i en privat Cooper-Ford i Natals Grand Prix 1961. 
Han återvände till England där han med framgång körde i Formel Junior. 
Blokdyk debuterade i formel 1 i en Cooper-Maserati från 1959 i Sydafrika 1963, där han slutade tolva. Året därpå återvände han till England och Formel Junior. Säsongen därpå försökte han kvalificera sig till F1-loppet i Sydafrika 1965 i en annan Cooper av äldre modell, men misslyckades. 
Åter i Europa tävlade han med framgång för DW Racing Enterprises i en Brabham BT16 i formel 3 och 1966 fick han möjlighet att köra för Team Lotus i formel 2. 
Blokdyk avslutade sin racingkarriär 1968 och återvände till Sydafrika där han blev jordbrukare, vilket han var tills han avled på grund av en hjärtinfarkt 1995.

## F1-karriär
| Säsong | Stall/Tillverkare                 | Poäng | Placering |
| ------ | --------------------------------- | ----- | --------- |
| 1963   | Scuderia Lupini (Cooper-Maserati) | 0     | –         |
| 1965   | Trevor Blokdyk ( Cooper-Ford)     | 0     | –         |